# Most kolejowy w Tczewie
Most kolejowy w Tczewie – wybudowany w 1891 most kolejowy na Wiśle w Tczewie na trasie magistrali kolejowej łączącej Warszawę z Gdańskiem, będący aktualnie najdłuższym mostem kolejowym w Polsce (1030 m). Pierwszego dnia II wojny światowej został wysadzony przez polskich saperów w celu utrudnienia ruchu wojsk niemieckich. Wydarzenie to było wykorzystywane przez nazistowską propagandę. Prowizoryczna odbudowa mostu następowała w 1940 lub 1941 oraz w 1947. W 1958 most odbudowano na stałe. Położony jest on pomiędzy mostem drogowym w Tczewie, zlokalizowanym 40 m na południe, a mostem w Kiezmarku, położonym 21 km na północ.

## Położenie

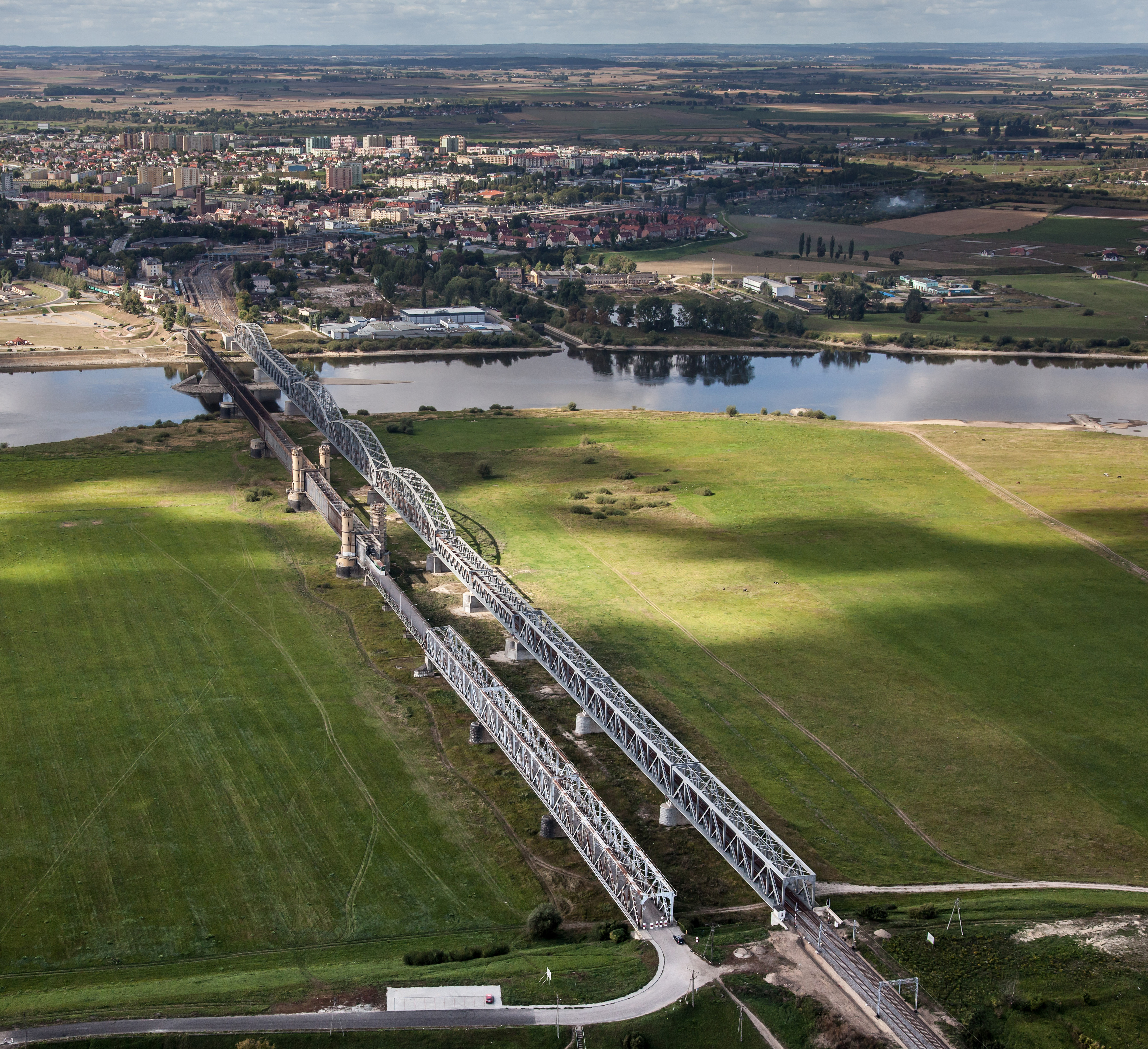
Most w Tczewie

Most znajduje się we wschodniej części miasta, na Wiśle. Po wschodniej stronie mostu znajduje się Lisewo. Przebiega przez niego linia kolejowa nr 9 Warszawa – Gdańsk. Równolegle do niego znajduje się most drogowy, mający charakterystyczne wieże, będące jednym z symboli Tczewa. Przebiega nim ulica Jana z Kolna.
Most w Tczewie jest najbardziej na północ wysuniętym mostem kolejowym na Wiśle, po którym jeżdżą planowe pociągi pasażerskie. Bardziej na północ wysunięty jest tylko most kolejowy w Gdańsku w dzielnicy Stogi z Przeróbką na Martwej Wiśle, jednakże jest on używany tylko w ruchu towarowym.

## Historia

### Geneza
Na początku lat 40. XIX wieku pierwsze linie kolejowe w Prusach zaczęły przynosić oczekiwane zyski. Postanowiono więc rozszerzyć sieć kolejową na wschód, aby połączyć Berlin z Królewcem. Linia ta miała znaczenie zarówno gospodarcze (możliwość łatwiejszego przemieszczania towarów, szczególnie żywności z Pomorza do centrum kraju), militarne (większa mobilność wojsk oraz łatwiejszy transport ciężkiego uzbrojenia), a także prestiżowe dla Prus na arenie międzynarodowej – zwłaszcza w sąsiedniej, znacznie biedniejszej, aczkolwiek również aspirującej do miana światowej potęgi, Rosji. W 1842 budżet pruski miał nadwyżkę, dlatego też komisje stanowe (później przekształcone w Pruski Parlament) 18 października zadecydowały o budowie kolei wschodniej. Rozważano trzy warianty magistrali Berlin – Królewiec z odgałęzieniem do Gdańska:
- Frankfurt nad Odrą – Poznań – Bydgoszcz – Grudziądz – Królewiec.
- Kostrzyn – Gorzów – Bydgoszcz – Grudziądz – Królewiec.
- Szczecin – Stargard – Grudziądz – Królewiec.

Żaden z tych projektów nie uwzględniał Tczewa jako przeprawy przez Wisłę, a sam pomysł wkrótce upadł. W listopadzie 1844 zdecydowano ponownie o budowie kolei wschodniej. Podczas projektu nowej magistrali po raz kolejny wystąpił problem miejsca przekroczenia Wisły. Według różnych wariantów most miał powstać w Ostromecku (obecnie Fordon w Bydgoszczy), Toruniu, Grudziądzu, Cyplu Mątawskim niedaleko Pelplina, Tczewie lub Gdańsku. Pierwsze dwa warianty zostały dość szybko odrzucone, gdyż znajdowały się zbyt blisko granicy, jednak koszt budowy ze względu na wąską dolinę i w miarę niskie brzegi był najniższy. W Grudziądzu z kolei most byłby chroniony przez twierdzę, jednakże brzeg był bardzo wysoki, co podniosłoby koszty budowy oraz eksploatacji mostu; minusem była także znaczna odległość od Gdańska. W Cyplu Mątawskim terasy zalewowe były zbyt bagniste, co spowodowałoby konieczność irygacji terenu, która skutkowałaby opóźnieniem budowy i wzrostem jej kosztów. Wariant z mostem w Gdańsku byłby korzystny dla samego miasta i Prus, gdyż znajdujący się na trasie kolei Gdańsk znajdował się daleko od granicy. Decyzja o poprowadzeniu tam linii wymusiłaby jednak budowę w dość bagnistym terenie Żuław Wiślanych. Z tego powodu zdecydowano się na przeprawę na starym szlaku kupieckim w Tczewie.
W 1845 roku rozpoczęto regulację Wisły, potrzebną m.in. ze względów przeciwpowodziowych, oraz prace przygotowawcze. Jednakże na skutek kryzysu w 1847 z rozkazu króla pruskiego przerwano je. Na miejscu pozostawiono tylko inżynierów mających czuwać nad stanem mostu. Jednak już w 1851 ruszyły prace na linii Tczew – Gdańsk oraz zbudowano dworzec w Tczewie. Mimo iż most nie był jeszcze gotowy, to w układzie stacji widać było wyższość linii Berlin – Królewiec nad odgałęzieniem do Gdańska. W latach 1851–1857 powstał pierwszy most drogowo-kolejowy, którego projektantami byli Carl Lentze (konstrukcja) oraz Friedrich August Stüler (architektura). Był on wówczas najdłuższym mostem w Europie. Po ukończeniu magistrali do Królewca jeden most nie wystarczał, gdyż stanowił „wąskie gardło” w komunikacji między lewym a prawym brzegiem górnej Wisły. Z tego względu podjęto decyzję o budowie drugiego, typowo kolejowego mostu.

### Budowa i eksploatacja do 1918 roku

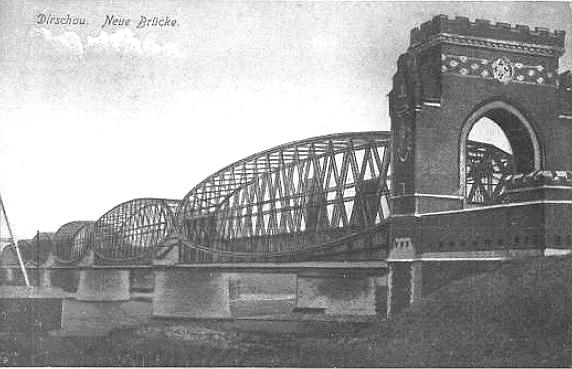
Most kolejowy w Tczewie około 1900 roku, widok od strony Tczewa

W latach 1888–1891 dyrekcja kolejowa w Bydgoszczy wzniosła nowe mosty stalowe na Wiśle pod Tczewem i na Nogacie pod Malborkiem. Zostały one zaprojektowane przez Johanna Schwedlera i radcę Mehrtensa z Gdańska. Oba mosty zostały zaprojektowane 30 m w dół rzeki względem istniejących obiektów. Naczelnie kierował pracami budowlanymi Suche, na miejscu prowadzili je dyrektor kolejowy z Tczewa Mackensen, inspektor budowlany z Malborka Matthes i radca Mehrtens. Most pod Tczewem został otwarty 28 października 1891 roku, a następnego dnia rozpoczęła się jego normalna eksploatacja. Pierwszym pociągiem, który przejechał przez nowy most był pociąg osobowy relacji Malbork – Tczew odjeżdżający ze stacji początkowej o 3.20 i przyjeżdżający do Tczewa o 3.47. Po otwarciu obiektu, stary most w Tczewie został przekazany całkowicie na potrzeby ruchu kołowego.
Ciężar taboru kolejowego cały czas rósł, co sprawiło, że już w 1908 roku most kolejowy w Tczewie musiano wzmacniać. Po powodzi w pierwszym dziesięcioleciu XX wieku, która rozmyła nasypy na prawym brzegu, zdecydowano się powiększyć koryto Wisły, dodając w 1912 roku dwa przęsła od strony prawego brzegu.

### 1918–1939

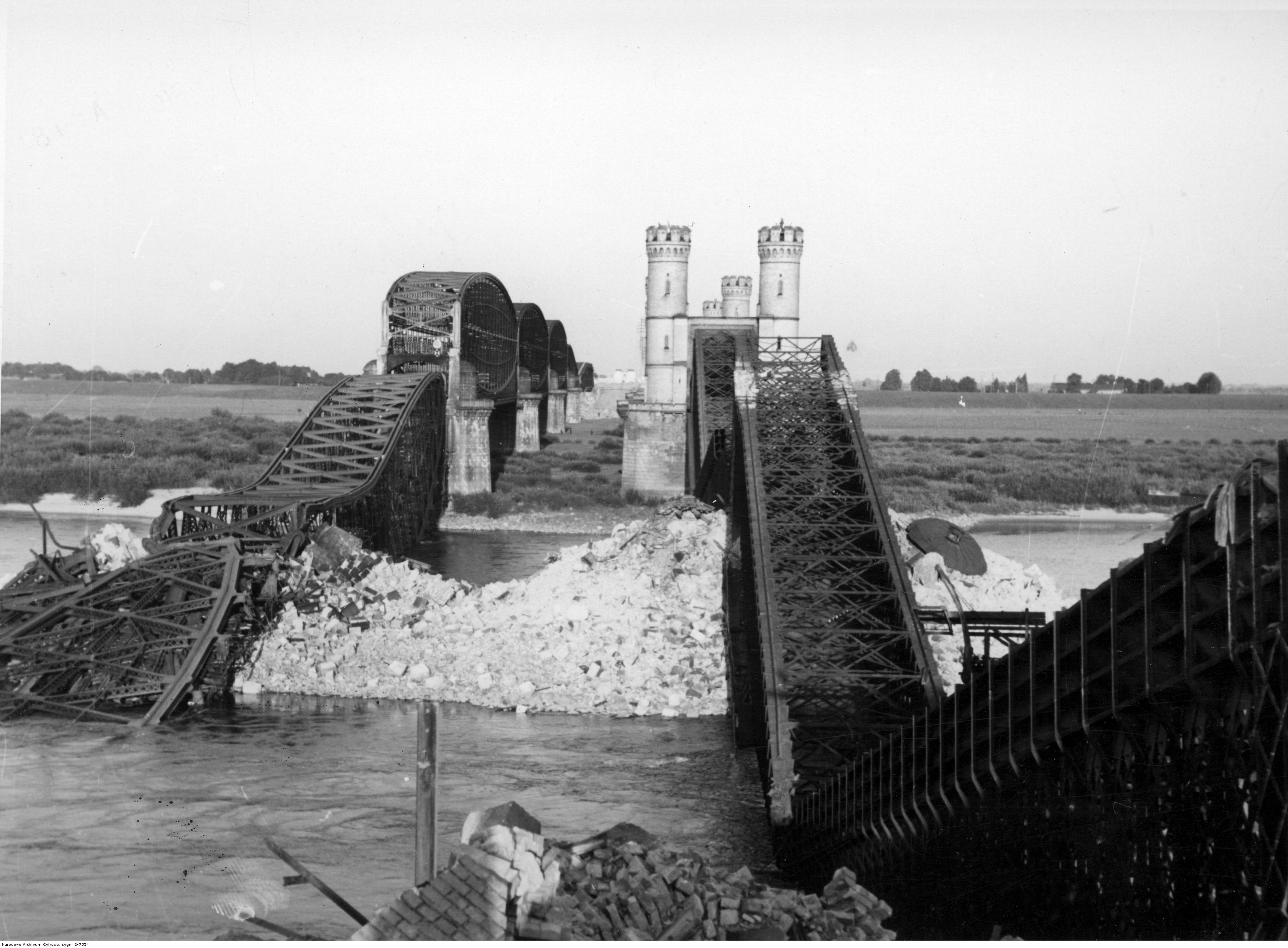
Mosty Tczewskie – most kolejowy z lewej

Podczas dwudziestolecia międzywojennego przez środek nurtu Wisły przebiegała granica między Polską a Wolnym Miastem Gdańskiem. Most kolejowy wraz z sąsiednim mostem drogowym w całości należał jednak do strony polskiej. Z tego względu Wojsko Polskie obsadziło most, a jednocześnie – ze względu na jego strategiczne położenie na głównej linii łączącej Prusy Wschodnie z resztą Rzeszy niemieckiej został on pod pozorem prac remontowych zaminowany przez polskich saperów.
1 września 1939 roku, o godzinie 4:34 (a więc jeszcze przed atakiem na Westerplatte i zrzuceniem pierwszych bomb na Wieluń) lotnictwo niemieckie zbombardowało rejon mostu, stacji kolejowej, jak i pobliską elektrownię. Celem ataku było przede wszystkim uszkodzenie instalacji służącej do odpalenia ładunków wybuchowych założonych na mostach przez polskich saperów, a tym samym uniemożliwienie im wysadzenia obu mostów.
Równocześnie – w ramach tzw. akcji „Zug” żołnierze niemieccy sterroryzowali na stacji w Kałdowie załogi dwóch polskich parowozów wysłanych w nocy z 31 sierpnia na 1 września 1939 do Malborka celem podjęcia tam niemieckich pociągów tranzytowych i przejęli obie lokomotywy planując podstępem zająć most.
Zaalarmowani polscy kolejarze ze stacji w Szymankowie skierowali jednak niemiecki pociąg na ślepy tor, czym opóźnili akcję i umożliwili naprawienie uszkodzeń instalacji na moście i jego późniejsze wysadzenie.

### 1940–1945
Most kolejowy został odbudowany prowizorycznie po półtora miesiącu. Na stale został odbudowany i oddany do użytku jako dwutorowy 1 września 1940 roku. Nie przetrwał on jednak wojny, gdyż został wysadzony 8 marca 1945 przez niemieckich saperów wycofujących się przed frontem Armii Czerwonej. Tuż po wojnie, aby przywrócić komunikację pomiędzy Warszawą a Gdańskiem, zbudowano most tymczasowy w systemie ESTB.

### Po 1945
Tuż po zakończeniu II wojny światowej wszystkie mosty na Wiśle, z wyjątkiem mostów tymczasowych, były uszkodzone i nie nadawały się do eksploatacji. 23 grudnia 1947 roku prowizorycznie odbudowano most kolejowy w Tczewie, jako jednotorowy, z brytyjskich przęseł ESTB skręcanych śrubami. Część mostu kolejowego służyła także do ruchu drogowego, połączona z częścią mostu drogowego (który został wcześniej odbudowany, lecz zniszczony w marcu 1947 roku przez powódź).
Natomiast w grudniu 1958 roku odbudowano most już na stałe. Różni się on od poprzedniego, stanowiąc mieszaninę różnych stylów. Autorem projektu jest Konrad Liśkiewicz. Dwa jednotorowe przęsła ESTB zostały zastąpione przez przęsła dwutorowe, po czym zamontowano je następnie w moście drogowym.
30 listopada 1983 zakończono elektryfikację odcinka Malbork – Tczew.
Podczas modernizacji linii E-65 Warszawa – Gdynia most został kapitalnie wyremontowany. Koszt modernizacji samego mostu wyniósł 65 milionów euro.

## Konstrukcja
Most kolejowy w Tczewie jest obiektem o konstrukcji stalowej kratownicowej. W jego pierwotnej wersji podpory stały w osiach starego mostu, 30 m w dół rzeki. Obiekt liczył 6 przęseł, których rozpiętości były również takie same jak w starym moście, czyli po 128,6 m. Dźwigary miały kształt elips wypełnionych krzyżulcową kratą z pasem biegnącym wzdłuż dłuższej średnicy elipsy, jezdnia natomiast była do nich podwieszona. Na jezdni znajdowały się dwa tory. Konstrukcja stalowa ważyła 7300 ton. W 1908 roku dokonano jej wzmocnienia. W 1912 roku dobudowano jedno przęsło od strony prawego brzegu.
Współczesny most jest także stalową konstrukcją kratownicową. Torowisko znajduje się w pasie dolnym kratownicy. Według stanu na maj 2008 roku, mosty w Tczewie zajmują ex aequo drugie miejsce w Polsce pod względem rozpiętości pojedynczego przęsła (128,6 m). Dłuższe przęsło posiada jedynie Most drogowy im. Józefa Piłsudskiego w Toruniu (130 m).

## Ruch pociągów
Przez most przejeżdża większość pociągów kursujących pomiędzy Gdynią a Warszawą oraz pociągi regionalne kursujące pomiędzy Gdynią a Malborkiem, Elblągiem i Olsztynem. W wydawanym do 2012 Sieciowym Rozkładzie Jazdy Pociągów pociągi jadące przez most znajdowały się w tabelach 400 i 505.